# Southeastern Grocers

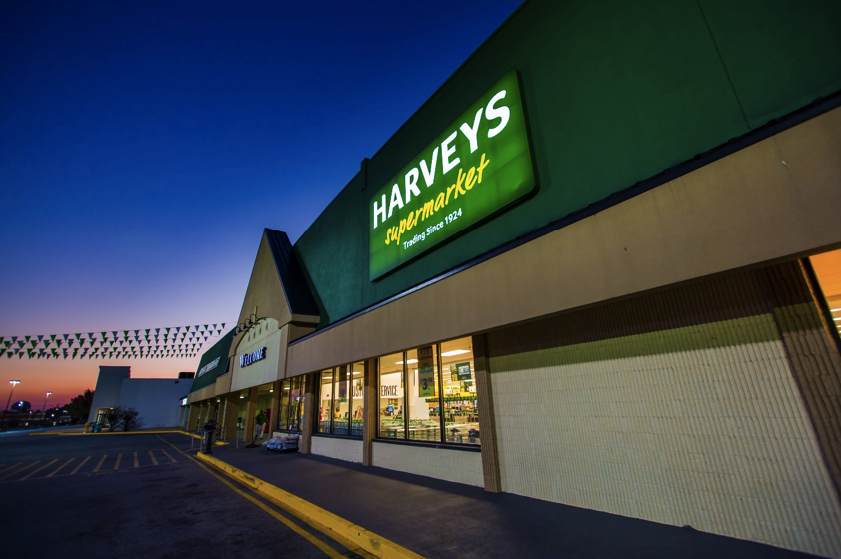
Harveys Supermarkt in Albany, GA

Southeastern Grocers Inc. (ehemals Bi-Lo Holdings) ist eine US-amerikanische Einzelhandelsholding mit Hauptsitz in Jacksonville, Florida. Die Holding wurde im September 2013 von Lone Star Funds als neue Muttergesellschaft für die Supermarktketten Harveys Supermarkets, Winn-Dixie und Fresco y Más und Großhandelsplattform gegründet.
Die Holding wurde in der Forbes-Rangliste 2022 der größten nicht-börsennotierten Unternehmen der USA mit einem Umsatz von 9 Milliarden USD und 40.000 Mitarbeitern auf Platz 52 eingestuft.
Die Holding unterhielt 2023 428 Filialen der drei Supermarkttöchter in Alabama, Florida, Georgia, Louisiana und Mississippi.
Die 400 Filialen von Harveys und Winn-Dixie wurden im August 2023 an ALDI Süd, die 28 Filialen von Fresco y Mas an die Fresco Retail Group verkauft. Im Februar  2025 kaufte das Unternehmen 170 Filialen  von Aldi Süd zurück.

## Geschichte
Umstrukturierung des Vorgängerunternehmens BI-LO
Am 21. März 2007 gab Lone Star Funds die Ausgliederung der 67 Bruno's Supermarkets und Food World-Filialen aus seiner Supermarktholding BI-LO LLC in ein separates Unternehmen mit Sitz in Birmingham, Alabama bekannt. Am 16. April 2007 bot Lone Star die BI-LO-Kette mit 230 Filialen zum Verkauf an. Kurz darauf gab C&S Wholesale Grocers die Schließung des Vertriebszentrums in Chattanooga bekannt, das die BI-LO-Filialen in der Region Chattanooga und in Teilen von Nord-Georgia belieferte.
Am 23. März 2009 veröffentlichte BI-LO, dass es einen Insolvenzantrag gestellt hatte und beabsichtigte, das gerichtlich überwachte Verfahren zu nutzen, um die Schulden zu bewältigen. Das Unternehmen erklärte, dass es davon ausgeht, dass seine Geschäfte und der reguläre Betrieb während des Verfahrens wie gewohnt weiterlaufen. Das Unternehmen sicherte sich ein Darlehen von GE Capital in Höhe von 100 Mio. USD, um Löhne, Gehälter, Sozialleistungen, Lieferanten und Verkäufer weiter bezahlen zu können.
Im Oktober 2009 wurde veröffentlicht, das die belgische Delhaize Group, Eigentümerin der konkurrierenden Kette Food Lion, eine vorläufige, nicht bindende Vereinbarung zum Kauf von Vermögenswerten der Kette im Wert von 425 Mio. USD mit BI-LO getroffen hatte.
Kurz darauf, im November 2009, reichte BI-LO beim US-Konkursgericht Pläne zur Umstrukturierung ein, wobei die Muttergesellschaft Lone Star Funds eine Finanzspritze in Höhe von 350 Millionen US-Dollar bereitstellte und die Delhaize Group und Food Lion von den Plänen seitens Lone Star Funds ausgenommen wurden. Lone Star Funds erklärte, dass es möglich sei, dass BI-LO im ersten Quartal 2010 positiv aus dem Konkurs hervorgehen könnte.
Am 12. Mai 2010 wurde das Unternehmen, im Rahmen eines vom U.S. Bankruptcy Court, District of South Carolina genehmigten Plans, aus dem Insolvenzschutz entlassen. BI-LO blieb auch nach der Umstrukturierung im Besitz von Lone Star Funds. BI-LO wurde im August 2010 angeblich zum Verkauf angeboten, die Konkurrenten Kroger und Publix sollen an einer Übernahme der Kette interessiert gewesen sein, doch diese Gerüchte blieben folgenlos.
Im März 2012 übernahm BI-LO die Winn-Dixie-Kette zu einem Gesamtkaufpreis von 560 Millionen US-Dollar. Hierdurch stieg BI-LO zur neuntgrößten Supermarktkette in den Vereinigten Staaten mit 688 Lebensmittelgeschäften und 63.000 Mitarbeitern auf.
Gründung von Southeastern Grocers
Im September 2013 wurde Southeastern Grocers von Lone Star Funds als neue Muttergesellschaft für die Supermarkttöchter BI-LO, Harveys Supermarkets und Winn-Dixie vorgestellt. Anschließend wurde der Börsengang in den USA mit einem Volumen von bis zu 500 Mio. USD und die Notierung ihrer Stammaktien unter dem Symbol „SEG“ beantragt. Am 19. August 2014 zog Southeastern Grocers den Antrag auf Börsengang bei der SEC zurück und brach den Prozess der Notierung der Aktien für den öffentlichen Verkauf ab. Der Name Southeastern Grocer wurde erst ab 2015 offiziell genutzt.
Im Juli 2015 kündigte Southeastern Grocers den Verkauf seiner 21 BI-LO-Filialen im Markt von Chattanooga, Tennessee, sowie von acht BI-LO-Filialen in Georgia an K-VA-T Food Stores an, das die Filialen in Food City umbenannte. Southeastern Grocers verwendete den Erlös aus dem Geschäft wahrscheinlich zum Schuldenabbau. Damit war die Präsenz von Southeastern Grocers in Tennessee beendet.
Im Oktober 2015 entließ Southeastern Grocers 250 Mitarbeiter in seinen Niederlassungen, um, nach eigenen Aussagen, die Effizienz zu steigern und in Service und Mehrwert für die Kunden zu investieren. Die Entlassungen erfolgten am Hauptsitz von Southeastern in Jacksonville, Florida, und in regionalen Support-Zentren. Die Mitarbeiter in den Filialen waren nicht betroffen.
Rebranding von Winn-Dixie zu Fresco y Más
Im Juni 2016 stellte Southeastern Grocers eine Winn-Dixie-Filiale in Hialeah, Florida, auf Fresco y Más um, die ein erweitertes hispanisches Produktsortiment, eine lateinamerikanische Vollservice-Metzgerei und Cocina bietet. Im Dezember 2016 wurden weitere fünf Winn-Dixie-Filialen in den Bezirken Miami-Dade und Palm Beach in Südflorida auf das Fresco y Más-umgestellt. Im März 2017 stellte Southeastern weitere 5 Winn-Dixie-Filialen in Miami und Hialeah, Florida, auf die Marke Fresco y Más um.
Zur Feier des ersten Jahrestages von Fresco y Más im Juni 2017 wurden weitere 7 Winn-Dixie-Filialen in Miami, Hialeah und Hollywood, Florida, umgestellt, darunter die erste Filiale der Marke in Broward County, so dass die Gesamtzahl der Fresco y Más-Supermärkte auf 18 stieg.
Im Mai 2017 kündigte Southeastern Grocers die Schließung von 23 Standorten und die Streichung einiger Abteilungsleiterpositionen in den Filialen an.
Im Juni 2017 gab Southeastern bekannt, dass Präsident und CEO Ian McLeod das Unternehmen verließ, um sich Dairy Farm, Hongkong als CEO anzuschließen.
Im Februar 2017 wurde Anthony Hucker zum Präsidenten und CEO von Southeastern Grocers ernannt.
Einstellung der Marke BI-LO
Am 9. Juni 2020 gab Southeastern Grocers die Entscheidung bekannt, keine Geschäfte mehr unter der Marke BI-LO zu betreiben. Um dieses Ziel zu erreichen, verkaufte Southeastern Grocers 62 Filialen, darunter 46 BI-LO- und 16 Harveys-Supermärkte, an die Ahold-Delhaize-Tochter Food Lion. Im Rahmen dieser Verkaufes wurde auch das Vertriebszentrum in Mauldin, South Carolina, an Ahold Delhaize USA Distribution, LLC übertragen. In der ersten Hälfte des Jahres 2021 wurde mit der Umstellung von mehr als 60 Geschäften auf die Food Lion-Marke begonnen. Im Anschluss an die Ankündigung kaufte Food Lion bis 2021 weitere Filialen in North Carolina und South Carolina, deren Schließung geplant war, und erwarb insgesamt etwa 70 Filialen von Southeastern Grocers.
Im Rahmen derselben Ankündigung gab Southeastern außerdem bekannt, dass es die Vermögenswerte von 57 der unter den Markennamen BI-LO und Harveys Supermarket betriebenen Apotheken an CVS Pharmacy und Walgreens verkauft wurden. Zu diesen Standorten gehörten alle BI-LO-Apotheken des Unternehmens und neun Harveys Supermarket-Apotheken in Georgia.
Am 1. September 2020 wurde bekannt gegeben, dass Southeastern Grocers 20 BI-LO-Filialen in South Carolina und Georgia an Alex Lee, Inc. verkauft, der die Filialen in KJ'S Market IGA und Lowes Foods umbenennen wird. In der gleichen Ankündigung wurde bekannt gegeben, dass 2 weitere BI-LO und ein Harvey's Supermarkt in South Carolina an den unabhängigen Betreiber B&T Foods verkauft werden. Nach dem Verkauf wird BI-LO noch 39 Filialen in Georgia, North Carolina und South Carolina haben.
Am 21. Dezember 2020 kündigten zwei unabhängige Piggly Wiggly-Eigentümer mit Unterstützung von C&S Wholesale Grocers Pläne an, einen BI-LO-Supermarkt in South Carolina und einen weiteren in Georgia von Southeastern Grocers zu übernehmen. Beide Standorte waren zuvor Piggly Wiggly-Filialen, die 2013 von SEG übernommen wurden.
Die Filialen, die nicht an andere Betreiber verkauft wurden, wurden am oder bis zum 18. April 2021 geschlossen und beendeten damit die 60-jährige Geschichte der BI-LO-Marke.

## Veräußerung der Tochterunternehmen
Im August 2023 gab Aldi Süd bekannt, alle 400 Filialen der Ketten Winn-Dixie und Harveys Supermarkets zu übernehmen. Ein Teil der Läden soll zu Aldi-Märkten umgeflaggt werden, die übrigen unter den bisherigen Namen weitergeführt werden.
Gleichzeitig wurden alle 28 Filialen von Fresco y Mas, sowie die vier dazugehörigen Apotheken, an das Spin-off Fresco Retail Group, LLC übertragen. Die Übertragung an die beiden Gesellschaften soll im ersten Halbjahr 2024 stattfinden. Southeastern Grocers wird ihre jeweiligen Supermarktketten bis zum Abschluss der Transaktionen im Rahmen des normalen Geschäftsbetriebs weiterführen.

### Rückkauf
Im Februar 2025 gab die Konzernmutter Southeastern Grocers bekannt, dass 170 Harvey’s- und Winn-Dixie-Filialen von Aldi Süd zurückgekauft worden sind und unter ihrem alten Namen weitergeführt werden. Alle verbundenen Arbeitsplätze sollen erhalten bleiben.